# Piet Gommans
Piet Gommans (Heer, 6 maart 1914 - Brunssum, 27 november 1998) was een Nederlands wielrenner. 
Gommans was als amateurwielrenner een product van de voor de Tweede Wereldoorlog zeer bekendstaande Roermondse wielerbaan waar hij samen met zijn wielermaatje Louis Motké successen boekte in koppelkoersen en achtervolging. 
Hij was professional van 1936 tot 1948. Zijn grootste succes was het behalen van het algemeen kampioenschap van Nederland in 1936. In die tijd reden profs en amateurs nog samen in dezelfde wedstrijd en Gommans wist het klaar te spelen om professional Kees Pellenaars in de eindsprint te verslaan. 
In 1948 kwam hij tijdens zijn door hem voorgenomen laatste wielerwedstrijd ten val en liep een schedelbasisfractuur op. Dit betekende inderdaad het definitieve einde van zijn wielerloopbaan.
Na beëindiging van zijn wielerloopbaan werd Gommans mecanicien en ging hij als zodanig mee met de Nederlandse tourploeg. Later werd hij begeleider van jonge wielertalenten waaronder de veelbelovende Limburger Jan Hugens. 

## Overwinningen en ereplaatsen
1936
- Algemeen Nederlands kampioen op de weg, profs en amateurs

1938
- 5e in het Nederlands kampioen op de weg, profs

## Resultaten in voornaamste wedstrijden
| Jaar | Luik-Bast.‑Luik |
| ---- | --------------- |
| 1937 | 53e             |